# Weeping Widow
«Weeping Widow» es una canción de la banda canadiense de rock April Wine. Se encuentra en el tercer álbum de estudio Electric Jewels, que fue publicado en 1973 y fue escrita por Robert Wright.  Fue lanzado como sencillo por Aquarius Records en Canadá, la compañía Big Tree Records en los Estados Unidos y en el Reino Unido por la discográfica Pye Records, todos en 1973.
En Canadá, «Weeping Widow» obtuvo una buena popularidad, pues llegó hasta la posición 40.º de las listas de éxitos de aquel país y permaneció en ese lugar de dicho listado del 19 al 26 de enero de 1974.
Al contrario de lo que ocurrió en Canadá, este sencillo no logró ubicarse en las listas del Billboard, ya que, con todo y su sonido dinámico de guitarras, no consiguió entrar en el gusto del público estadounidense.

## Lados B
Este sencillo tiene diferentes canciones secundarias según el país donde fue lanzado; en Canadá, «Weeping Widow» tiene como lado B el tema «Tell Your Mama», el cual no fue publicado en ningún álbum de estudio de la banda.   En la edición de los EE. UU. y la Gran Bretaña se enlistó la canción «Just Like That» en la cara B del vinilo.

## Lista de canciones

### Versión canadiense

#### Lado A
| Side one |                 |               |          |  |
| N.º      | Título          | Escritor(es)  | Duración |  |
| 1.       | «Weeping Widow» | Robert Wright | 3:55     |  |

#### Lado B
| Side one |                  |               |          |  |
| N.º      | Título           | Escritor(es)  | Duración |  |
| 2.       | «Tell Your Mama» | Myles Goodwyn | 2:15     |  |

### Versión estadounidense y británica

#### Lado A
| Side one |                 |               |          |  |
| N.º      | Título          | Escritor(es)  | Duración |  |
| 1.       | «Weeping Widow» | Robert Wright | 3:55     |  |

#### Lado B
| Side one |                  |                            |          |  |
| N.º      | Título           | Escritor(es)               | Duración |  |
| 2.       | «Just Like That» | Myles Goodwyn / Jim Clench | 2:15     |  |

## Formación
- Myles Goodwyn — voz principal y guitarra
- Jim Clench — bajo
- Gary Moffet — guitarra
- Jerry Mercer — batería

## Listas
| Año  | País   | Lista                    | Posición máxima |
| ---- | ------ | ------------------------ | --------------- |
| 1974 | Canadá | RPM Magazine Top Singles | 40.º            |